# Station Dąbrowica
Station Dąbrowica is een spoorwegstation in de Poolse plaats Dąbrowica.